# NHK
NHK (яп. 日本放送協会 Ниппон Хо:со: Кё:кай, Японская вещательная корпорация) — японская государственно-общественная центральная телерадиокомпания. В настоящее время компании принадлежат два эфирных телеканала (NHK General TV и NHK Educational TV), четыре спутниковых (NHK BS-1, NHK BS-4K, BS-8K и NHK BS PREMIUM), и три канала радиовещания (NHK Radio 1, NHK Radio 2 и NHK FM). Для зарубежной аудитории NHK действует служба NHK World, состоящая из телеканалов NHK World Japan, NHK World Premium и радиовещания на коротких волнах и в интернете (на 22 языках, включая русский) — NHK World Radio Japan.

## История
История NHK является историей японского телерадиовещания в целом. Первой японской радиовещательной компанией была Токийская радиовещательная служба, которая начала вещание 22 марта 1925 года. В том же году открылись Осакская и Нагойская службы. Три компании были независимыми корпорациями, которые имели правительственную лицензию и содержались за счет оплаты вещания аудиторией.

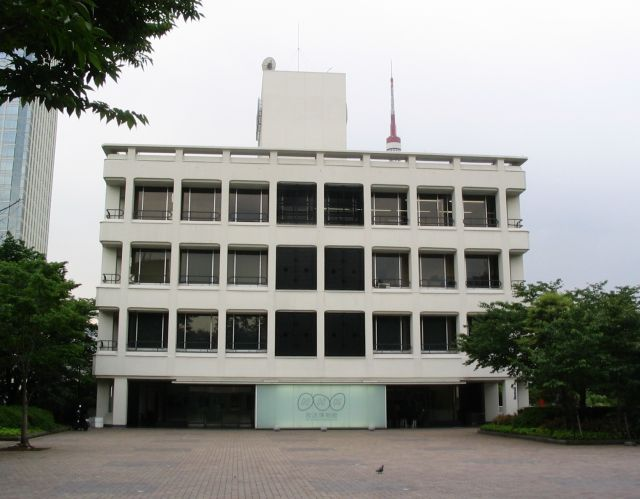
Музей NHK

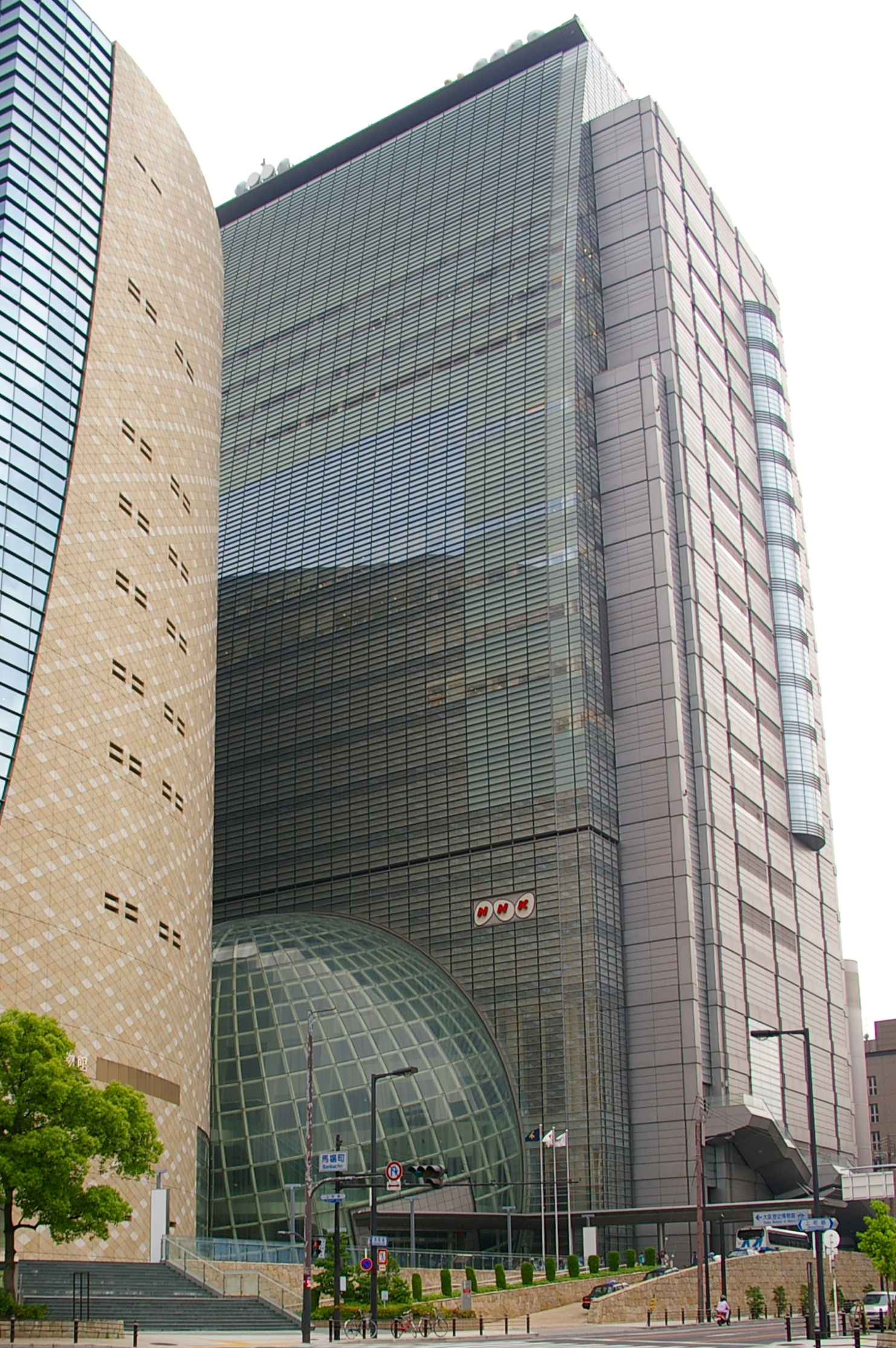
NHK-Осака

6 августа 1926 года, по инициативе Министерства связи Японии, которое планировало создать общенациональную сеть радиовещания по образцу британской BBC, три службы были объединены в единую Японскую вещательную корпорацию. Изначально она имела одну радиостанцию (NHK Radio 1), а в 1931 году открыла вторую (NHK Radio 2) для передач образовательного характера. В 1934 году состоялась реформа корпорации, направленная на централизацию управления и унификацию содержания радиотрасляции. В 1935 году компания впервые использовала технику прямого эфира во время школьных передач, а также начала вещание за границей, в западной части США.
29 февраля 1936 года корпорация сыграла важную роль в подавлении путча молодых офицеров, обнародовав приказ Чрезвычайного штаба Токийского округа сложить оружие и прекратить антиконституционные действия. В августе того же года компания вела прямую трансляцию XI Олимпийских игр в Берлине. В мае 1940 года количество её соглашений с потребителями о предоставлении услуг радиовещания превысило 5 000 000.
Со вступлением Японии во Вторую мировую войну и милитаризации информационного пространства, корпорация оказалась под фактическим контролем государства. Вторую радиостанцию закрыли, а передачи прогноза погоды отменили. В конце войны, 15 августа 1945 года, корпорация транслировала по радио первую в истории публичную речь Императора и его указ о капитуляции Японии.
Во время оккупации Японии силами США в 1945—1952, японская трансляционная корпорация находилась в ведомстве Генерального штаба главнокомандующего союзными оккупационными силами. Её сотрудники проходили переподготовку в отделе радио Секции общественной информации и образования Генштаба. Оккупационные власти использовали корпорацию с целью информационной поддержки курса демилитаризации, денационализации и демократизации страны. В период оккупации радиоэфир обогатился социальными опросами, дебатами и викторинами . Формат передач изменился под влиянием традиций американского коммерческого вещания.
1 июня 1950 года вступил в силу новый закон о телерадиовещании, согласно которому старая Японская вещательная корпорация распускалась. На её кадровой и материальной базе образовалась новая Японская телерадиовещательная корпорация. Она находилась в ведении Управленческого комитета из 12 человек, которые назначались премьер-министром Японии с согласия Парламента. От имени японской нации комитет определял курс развития корпорации, утверждал её бюджет, планировал формат передач, а также назначал президента и исполнительного генерального директора для координации повседневной работы. Ежегодный бюджет корпорации и план деятельности направлялись в Парламент вместе с докладной запиской премьер-министра и проходили ратификацию.
Закон 1950 г. позволял гражданам создавать частные коммерческие радиокомпании, поэтому Японская телерадиовещательная корпорация, которая к тому времени была монополистом на радиорынке, была вынуждена вступить с ними в конкурентную борьбу. С февраля 1952 года она возобновила международную трансляцию радиопрограмм, а через год первой в Японии начала чёрно-белое вещание. В декабре 1956 года корпорация перешла на экспериментальное цветное телевещание, которое стало основным с сентября 1960 года. В декабре 1957 года она запустила первую в Японии FM -радиостанцию, а в январе 1959 года — новый образовательный канал. По состоянию на март 1963 года компания имела более 10 миллионов договоров со своей аудиторией.
В 1989 году Японская телерадиовещательная корпорация начала трансляцию телепередач на двух новообразованных спутниковых каналах. Через один из этих спутников «Juri BC-3» в этом же году, первой в мире, она запустила экспериментальный канал аналогового телевидения высокой четкости стандарта MUSE, который в цифровом формате стал основным с 2000 года. В 1995 году в рамках корпорации была создана международная телерадиовещательная служба «NHK World», которая показывает программы корпорации за рубежом на английском и других 17 языках.
В 2001 году NHK первой в мире начала вести видеоархив в стандарте MUSE (Hi-Vision). Вещание на основных каналах ведётся на английском и японском языках.
Учитывая сейсмические особенности азиатско-тихоокеанского региона (землетрясения) на базе сетей телерадиокорпорации NHK создана уникальная Служба прогноза, анализа и извещения о сейсмологической ситуации. Эта служба не имеет аналогов и признана самой совершенной в мире.
1 декабря 2003 года NHK первой в Японии запустила HD-вещание, перейдя на формат 16:9.
С 2003 года осуществляется стратегическое сотрудничество между NHK и ЮНЕСКО. В рамках проекта «NHK-UNESCO World Heritage Video Archives» ведётся видеодокументирование объектов и предметов мирового культурного и архитектурного наследия, а также природных уголков мира, с целью их сохранения и популяризации в современном мире. NHK — лидер по производству высококачественных документальных программ (в стандарте Hi-Vision) охватывающих различные темы: мировой океан, окружающая среда и животный мир; космос и высокие технологии; шедевры музыки и живописи; этнография и страноведение; международная политика, экономика и спорт. По показателю производства и дистрибуции документальных программ NHK уверенно входит в пятёрку мировых лидеров.

## Организация
NHK содержится за счёт ежемесячной абонентской платы за просмотр телевизионных передач аудиторией. По японскому законодательству каждая семья, имеющая телеприемник, обязана заключать договор с корпорацией. По состоянию на 2009 год количество договоров компании со слушателями и зрителями в пределах Японии составляло около сорока миллионов. 80 % всех доходов компании поступают из платы за просмотр спутниковых каналов. По мнению корпорации, такая система оплаты обеспечивает независимость общественного телерадиовещания от правительственных и частных организаций.
Корпорацией руководит Управленческий комитет из 12 человек разного социального статуса и профессий. Он обновляется ежегодно и назначается премьер-министром Японии по одобрению обеих палат японского парламента. Комитет планирует бюджет корпорации и определяет её трансляционную политику. Он также избирает Исполнительный отдел, который непосредственно занимается делами корпорации, реализуя установки комитета. Исполнительный отдел возглавляет президент, которому подчиняются вице-президент и девять исполнительных директоров. Он является лицом корпорации и связным между Управленческим комитетом и правительством Японии. Дополнительный общественный контроль за деятельностью Управленческого комитета и Исполнительного отдела осуществляет Инспекционный комитет. Он состоит более чем из трех членов Управленческого комитета и отчитывается перед ним в случае выявления нарушений в работе корпорации.
При NHK действуют также научно-технические исследовательские лаборатории, основанные в 1930 году, и Исследовательский институт культуры телерадиовещания, сформированный в 1946 году. Эти учреждения осуществляют научно-техническую и социальную поддержку деятельности корпорации внутри страны и заграницей.

## Покрытие
NHK — одна из крупнейших в мире телекомпаний. Законом «Об NHK» корпорации вменено в обязанность оперативное освещение всех основных происходящих внутри страны и за рубежом событий. Согласно опросам, подавляющее большинство жителей Японии считают NHK национальным достоянием их страны.
Телерадиокорпорация имеет 8 региональных центров и 54 передающих станций внутри страны.
По состоянию на 2006 год NHK имеет 31 представительство за рубежом: 4 генеральные телерадиовещательные службы, которым подчинено 25 отделений и 2 офиса. Крупнейшей генеральной службой является Азиатская, расквартированная в Бангкоке, столице Таиланда. Она контролирует 12 отделов и 1 офис, освещающих новости на территории Юго-Восточной и Южной Азии, Австралии и Океании, Ближнего и Среднего Востока, а также Африки. Второй по величине является Европейская генеральная телерадиовещательная служба корпорации с центром в Париже. В её ведомстве находится 6 отделений и 1 офис. Московское Бюро NHK (NHK Moscow Bureau) работает с 1956 года, имеется также корпункт во Владивостоке, в Новосибирске и в Южно-Сахалинске. NHK Moscow освещает события в России, странах бывшего СССР (включая Прибалтику) и ряде стран Восточной Европы. NHK Vladivostok и NHK Sakhalin Дальнего Востока и Сибири России (NHK Vladivostok), (NHK Novosibirsk) Новосибирской области и Сахалинской области (NHK Sakhalin)
Стратегически важными генеральными службами являются китайская и американская, расквартированные в Пекине и Нью-Йорке. Они контролируют 4-е и 3-е отделения соответственно. Эти службы осуществляют сбор и анализ новостей из стран Восточной Азии, Северной и Южной Америки.

## Структура

### Основные телеканалы
- NHK General TV — текущие японские и мировые новости; фондовые рынки и мировые финансы; документальные фильмы и сериалы; специальные программы по проблемам окружающей среды и космоса; обзор ведущих экономик мира; спортивные новости; этнография и география; мировой океан и животный мир; детские программы.
  - NHK News 7 — информационная программа
- NHK Educational TV — программы о культуре и искусстве; развлекательные программы и спорт. Особое место занимают разнообразные программы для школьников, позволяющие им готовиться к вхождению во взрослую жизнь и общественную деятельность; образовательные и научно-популярные программы по самым разным тематикам.

Доступны через эфирное (цифровое), кабельное, спутниковое телевидение и IPTV на 1-м и 2-м канале.

### Специализированные телеканалы
- NHK BS-1 — канал предлагает всесторонний охват международных отношений; текущие мировые новости, живые эфиры и передачи с главных спортивных площадок мира; исследовательские и документальные фильмы из разных уголков мира. С 2001 года в качестве основной тематики добавлены программы по проблемам окружающей среды и космоса;
- NHK BS-2 — опера и балет, изобразительное искусство, архитектура, и другое достояние мировой культуры. Лучшие галереи и сцены, главные события в мире культуры из разных уголков мира; современное искусство; познавательные программы об истории мировой культуры; новые тенденции в искусстве и творчестве различных регионов мира; кинофильмы и музыкальные программы; исторические ленты из богатейших архивов NHK;

Доступны через эфирное (цифровое), кабельное, спутниковое телевидение и IPTV на второстепенных каналах.

### Международные телеканалы
В структуру NHK также входят два телевизионных канала, специализированные для международного вещания:
- NHK World — программы о Японии и странах АТР; оперативные новости; мировые рынки; документальные проекты, программы о культуре, экономике, и другие программы для международной аудитории. Общее количество подписчиков на международный канал NHK в 2008 году превысило 110 миллионов абонентов.
- NHK World Premium — дистрибуция программ этого канала развита посредством кабельного и спутникового вещания в более чем 100 странах мира. Программы канала формируются из числа лучших проектов на остальных каналах NHK, включая спорт, культуру, музыку, новости и кино.

Доступны через спутниковое телевидение. Подписчики каналов NHK World TV и NHK World Premium по своему усмотрению могут смотреть эти каналы на любом из пяти языков: японском, английском, китайском, корейском, или испанском.

### Радиостанции
В структуру NHK входит три собственных радиостанции:
- NHK Radio 1
- NHK Radio 2[англ.]

Доступны через эфирное радиовещание (аналоговое на СВ).
- NHK FM Broadcast[англ.]

Доступны через эфирное радиовещание (аналоговое на УКВ).

### Международные радиостанции
- World Radio Japan сеть 18 международных радиоблоков на:
  - (Всемирный уровень)
    - японском

  - (Европа)
    - русском

  - (Юго-западная Азия)
    - арабском
    - фарси

  - (Южная Азия)
    - хинди
    - урду
    - бенгальском

  - (Юго-восточная Азия)
    - корейском
    - вьетнамском
    - бирманском
    - тайском
    - китайском
    - индонезийском

  - (Африка)
    - английском
    - французском
    - суахили

  - (Латинская Америка)
    - испанском
    - португальском

Доступна через эфирное радиовещание (аналоговое на КВ, русская служба в Москве на СВ), спутниковое телевидение и интернет.

### NHK в интернете
NHK имеет свой сайт www.nhk.or.jp на японском и других языках.
Русскоязычный сайт NHK www3.nhk.or.jp/nhkworld/ru .

## Содержание вещания
Телевизионное вещание NHK составляют передачи разнообразной тематики, прежде всего:
- Новости
- Аниме
- Сообщения о чрезвычайных происшествиях
- Образовательные передачи
- Погода
- Спорт
- Аналитические передачи
- Музыка
- Художественные фильмы
- Телесериалы («дорама»)
- Документальные проекты
- Детские передачи

## Вещание в России
Для Москвы, Московской и соседних областей ретранслируется в программе Всемирной радиосети из Куркина (5 или 10 кВт) на частоте 738 кГц (временно приостановлено по независящим от редакции причинам).
Телеканал NHK World транслируется следующими операторами цифрового ТВ в Москве или Новосибирске:
- Акадо
- Ростелеком[18]
- НТВ Плюс
- Триколор ТВ[19]

В Новосибирске канал также транслируется международным провайдером, компанией Орион-Телеком.
В Южно-Сахалинске транслируется компанией СолнцеТелеком.
Во Владивостоке канал транслируется местным провайдером, компанией Подряд.

## Спутниковое вещание
В пакете НТВ Плюс